# Apicencya plagulata
Apicencya plagulata är en skalbaggsart som beskrevs av Leon Fairmaire 1901. Apicencya plagulata ingår i släktet Apicencya och familjen Melolonthidae. Inga underarter finns listade i Catalogue of Life.